# Synchiropus stellatus
Synchiropus stellatus är en fiskart som beskrevs av Smith, 1963. Synchiropus stellatus ingår i släktet Synchiropus och familjen sjökocksfiskar. Inga underarter finns listade i Catalogue of Life.